# الألعاب الآسيوية الشتوية 1999
الألعاب الآسيوية الشتوية 1999 أقيمت من 30 يناير إلى 6 فبراير. تم افتتاحها رسميا من قبل كم داي جنغ. شارك فيها 798 رياضياً من 14 بلداً.

## جدول الميداليات
البلد المستضيف
| الترتيب  | منتخب          | ذهبية | فضية | برونزية | المجموع |
| -------- | -------------- | ----- | ---- | ------- | ------- |
| 1        | الصين          | 15    | 10   | 11      | 36      |
| 2        | كوريا الجنوبية | 11    | 10   | 14      | 35      |
| 3        | كازاخستان      | 10    | 8    | 7       | 25      |
| 4        | اليابان        | 6     | 14   | 9       | 29      |
| 5        | أوزبكستان      | 1     | 1    | 1       | 3       |
| الإجمالي | الإجمالي       | 43    | 43   | 42      | 128     |

## البلدان المشاركة
|  | - الصين - تايوان - هونغ كونغ - الهند - إيران | - اليابان - كازاخستان - الكويت - قرغيزستان - لبنان | - منغوليا - باكستان - كوريا الجنوبية - أوزبكستان |  |